# Kim Ga-eun
Kim Ga-eun (kor. 김가은; * 7. Februar 1998 in Ulsan) ist eine südkoreanische Badmintonspielerin. 

## Karriere
Kim Ga-eun siegte bei den Hyderabad Open 2018 und den Lingshui China Masters 2019. 2021 qualifizierte sie sich für die Olympischen Sommerspiele des gleichen Jahres.

## Erfolge
| Saison | Veranstaltung                       | Disziplin | Platz | Name                        |
| ------ | ----------------------------------- | --------- | ----- | --------------------------- |
| 2014   | Malaysia Junior International 2014  | WD        | 1     | Kim Ga-eun / Kim Hyang-im   |
| 2015   | Korea Junior International 2015     | XD        | 1     | Yoon Jung-hwan / Kim Ga-eun |
| 2015   | Korea Junior International 2015     | WD        | 1     | Baek Seung-hee / Kim Ga-eun |
| 2015   | Korea Junior International 2015     | WS        | 1     | Kim Ga-eun                  |
| 2016   | Korea Masters 2016                  | WS        | 3     | Kim Ga-eun                  |
| 2016   | German Junior International 2016    | WD        | 2     | Kim Ga-eun / Kim Hyang-im   |
| 2016   | German Junior International 2016    | WS        | 3     | Kim Ga-eun                  |
| 2016   | Juniorenasienmeisterschaft 2016     | WS        | 3     | Kim Ga-eun                  |
| 2016   | Indonesia Junior International 2016 | WS        | 2     | Kim Ga-eun                  |
| 2016   | Juniorenweltmeisterschaft 2016      | WD        | 3     | Kim Ga-eun / Kim Hyang-im   |
| 2016   | Juniorenweltmeisterschaft 2016      | WS        | 3     | Kim Ga-eun                  |
| 2018   | Hyderabad Open 2018                 | WS        | 1     | Kim Ga-eun                  |
| 2019   | Lingshui China Masters 2019         | WS        | 1     | Kim Ga-eun                  |
| 2019   | US Open 2019                        | WS        | 2     | Kim Ga-eun                  |
| 2020   | All England 2020                    | WS        | 17    | Kim Ga-eun                  |